# Nintendo DS Browser
Opera Devices是Opera软件公司为移动电话、个人数码助理和電子計算機以外的设备制造的网页浏览器，基於Opera9.0版本，其中的代表是为任天堂提供的Wii Internet Channel和Nintendo DS Browser。与Opera浏览器家族的另外三大成员相比，Opera Devices一般不提供下载和自行安装，即使有也不通过Opera公司网站，而是以OEM的方式提供，因而Opera Devices使用者极少知道他们使用的浏览器的制造厂商，甚至根本不知道他们在使用浏览器。

## Wii Internet Channel
2006年5月10日，Opera公司宣布他们将和任天堂公司合作一起开发适用于任天堂新一代游戏机Wii的浏览器。
2006年12月22日，提供试用版下载。
2007年4月12日起，Wii上互联网频道开放，提供正式版下载。此频道提供网页浏览的服务，利用本频道时需与互联网进行连线。每台浏览器需付费500个Wii点数（约合5美元），但为了推广服务，在2007年6月底之前提供免费下载。
2009年9月2日起，Wii商店频道开放免费下载，那些曾花费500Wii点购买该浏览器的玩家可以在10月份享受到退款。
浏览器采用的Presto核心与PC版相同，能够支持JavaScript和Swf动画，故可浏览AJAX及Adobe Flash网页，执行網頁應用程式。

## Nintendo DS Browser

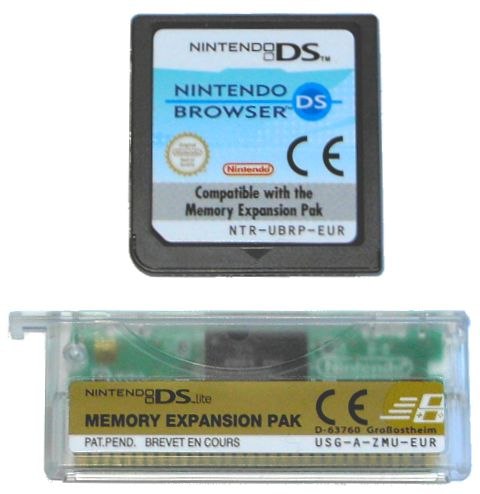
任天堂DS Lite歐洲版用Nintendo DS Browser組合包

不同于Wii互联网频道，由于采用了行动版的核心，任天堂DS浏览器不支持Flash。
任天堂DS和任天堂DS Lite所使用的软件版本与任天堂DSi不同。前者以記憶卡形式发售，后者从Nintendo DSi Shop免费下载。

## Opera Devices SDK
为了将Opera Devices系列推广到更多的网络终端，Opera公司发展了Opera Devices软件开发工具包，以加速数字视频转换盒、行動聯網裝置、IP电话、电子游戏机、车辆、便携式导航器、商务终端和家用电器的浏览器开发，巩固其网络技术行业的领先地位。